# Jerzy Wilhelm legnicki
Jerzy Wilhelm, cz. Jiří Vilém Břežsko-Lehnický, niem. Georg Wilhelm (ur. 29 września 1660 w Oławie, zm. 21 listopada 1675 w Brzegu) – książę legnicko-wołowsko-brzeski. Był ostatnim księciem ze śląskiej linii Piastów i ostatnim męskim potomkiem całej dynastii Piastów (w 29. pokoleniu potomek Piasta), synem księcia Chrystiana i Ludwiki Anhalckiej.

## Życiorys
Urodził się na zamku w Oławie 29 września 1660. Jego ojciec, który spędził wiele lat na emigracji w Rzeczypospolitej podczas wojny trzydziestoletniej, a po abdykacji Jana Kazimierza myślał o ubieganiu się o tron Polski, chciał początkowo nadać synowi imię Piast, jednak sprzeciwiło się temu duchowieństwo kalwińskie utrzymując, że odczytano by to jako nawrót do pogaństwa. Imię otrzymał po stryju, Jerzym III, i elektorze brandenburskim Fryderyku Wilhelmie. 
Jerzy Wilhelm wobec śmierci w 1663 i 1664 swoich stryjów Jerzego III Brzeskiego i Ludwika IV Legnickiego został jedynym spadkobiercą ojca we wciąż rozległym księstwie legnicko-brzeskim. Od młodych lat odbierał staranne wykształcenie w duchu kalwińskim. Nad jego wychowaniem czuwali marszałek legnickiego dworu Fryderyk Bohme oraz lekarz Henryk Martini. Młody książę wyniósł z tego pierwszego okresu edukacji znajomość wielu języków: niemieckiego, francuskiego, łaciny, włoskiego, hiszpańskiego i polskiego. Ojciec dbał o to, aby syn mówił po polsku. Pobierał lekcje matematyki, fizyki, astronomii, a także teologii, filozofii i retoryki. Uczył się również sztuki jazdy konnej, fechtunku i tańca.
Dzień przed śmiercią ojca (1672) Jerzy Wilhelm został wysłany przez matkę regentkę (zgodnie z testamentem męża Chrystiana miała zarządzać księstwem do czasu, aż syn osiągnie pełnoletność) na studia uniwersyteckie do Frankfurtu nad Odrą. Nauki jednak nie ukończył. Potajemnie wrócił Brzegu z powodu niepokojących wydarzeń w księstwie. Otóż Ludwika znana z zamiłowania do francuszczyzny zastąpiła dworzan męża Francuzami. W jej otoczeniu pojawili się jezuici budzący nieufność miejscowych luteranów i kalwinów. Oburzenie protestanckich stanów legnicko-brzeskich wywołała także zgoda księżnej na legalizację potajemnego ślubu córki Karoliny (starszej siostry Jerzego) z cesarskim oficerem, katolikiem, księciem z rodu Schleswig-Holstein-Sonderburg-Wiesenburg.
Do formalnego przejęcia władzy w księstwie doszło 14 marca 1675, gdy Jerzy Wilhelm na dworze cesarza Leopolda I w Wiedniu złożył przed nim uroczysty hołd lenny. W Wiedniu zaledwie 15-letni książę zrobił dobre wrażenie, zauważono jego wybitne zdolności, znajomość wielu języków, dojrzałość umysłową i ogładę towarzyską. Po powrocie do księstwa był owacyjnie witany przez poddanych. Ludwika Anhalt-Dessau zmuszona została do usunięcia się do otrzymanej po mężu oprawy wdowiej w Oławie.
Dobrze zapowiadające się rządy Jerzego Wilhelma zaledwie po kilku miesiącach przerwała jego nagła śmierć. Książę od młodego wieku słynął z zamiłowań łowieckich (jako 12-latek zawiązał bractwo łowieckie „Złoty Jeleń” i ustanowił Order Złotego Jelenia). W dniu św. Huberta urządził tradycyjne polowanie na jelenie, podczas którego nabawił się silnej gorączki. Na domiar złego, osłabionego, umieszczono go w chłopskiej chacie w Kościerzycach, gdzie od dzieci gospodarza zaraził się ospą. Przewieziony do Brzegu zmarł rankiem 21 listopada 1675. Został pochowany w kościele Świętego Jana w Legnicy.
Księstwo legnicko-brzeskie wobec śmierci Jerzego Wilhelma stało się częścią domeny cesarskiej, przeszło w ręce Habsburgów. Pretensje do spadku zgłaszał potomek ze strony stryja Jerzego Wilhelma – hr. August legnicki, ale bezskutecznie. Wołów pozostawał w rękach Ludwiki z Anhaltu-Dessau do jej śmierci w 1680 r. Córka księżnej Karolina, ostatnia Piastówna, zmarła w 1707.

## Upamiętnienie
- Księżna Ludwika świadoma znaczenia śmierci swojego syna, oznaczającej koniec królewskiego rodu, ufundowała w Legnicy mauzoleum upamiętniające ostatnich przedstawicieli rodu, które jednocześnie jest pomnikiem całej dynastii Piastów. To właśnie tam znajduje się sarkofag ze szczątkami Jerzego Wilhelma, a także trumny jego ojca Chrystiana i matki Ludwiki[5].

- Z okazji narodzin Jerzego Wilhelma Andreas Gryphius skomponował sztukę „Piastus”[6].

- W trzechsetną rocznicę śmierci Instytut Historyczny Uniwersytetu Wrocławskiego, Towarzystwo Przyjaciół Nauk w Legnicy i Towarzystwo Miłośników Ziemi Brzeskiej zorganizowały ogólnopolską sesję historyczną obradującą od 21 do 23 listopada 1975 kolejno we Wrocławiu, Legnicy i Brzegu[7].
- Imię Jerzego Wilhelma nosiło Gimnazjum nr 5 w Legnicy przy ul. Chojnowskiej, które w wyniku reformy zostało zlikwidowane (2017)[1].

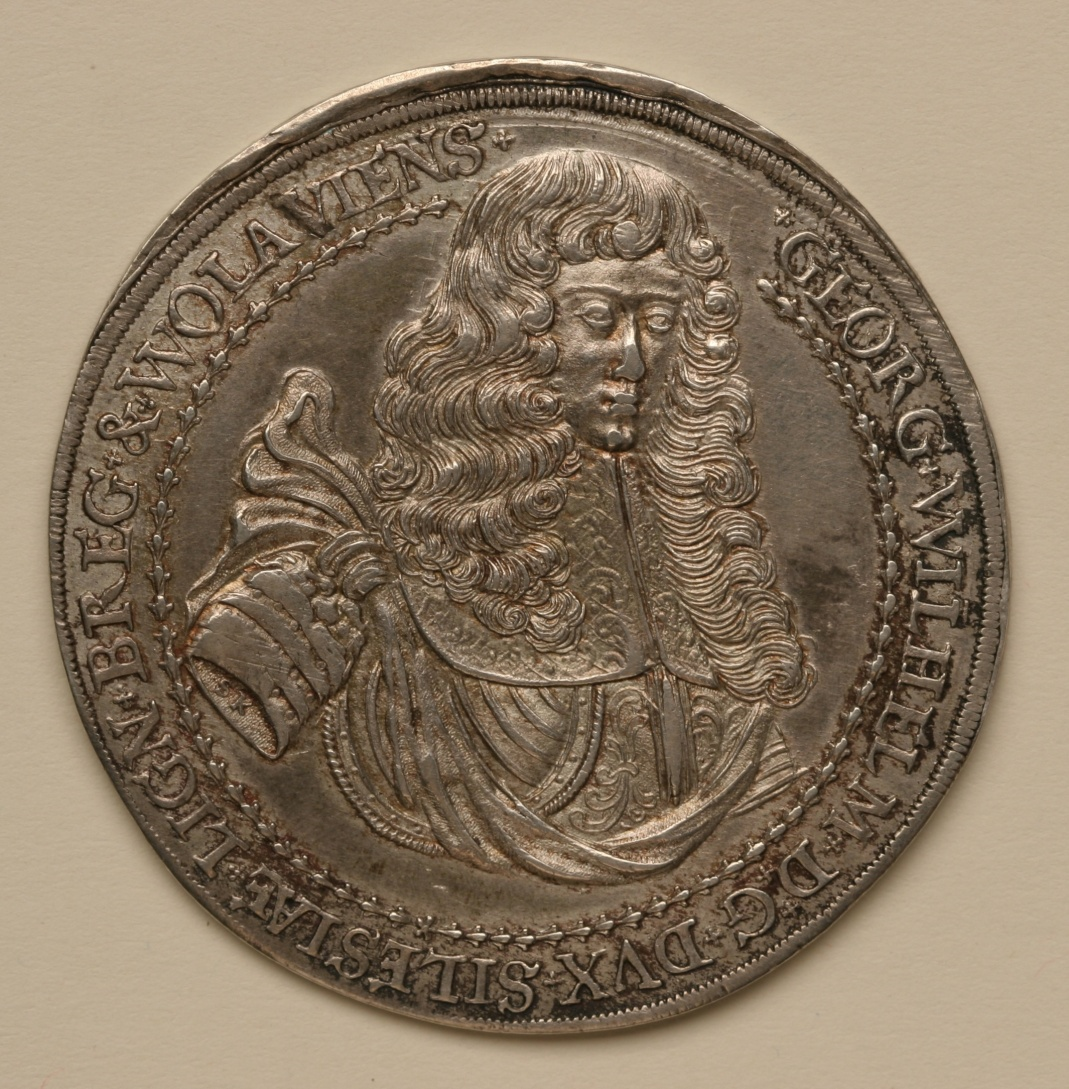
Awers medalu pogrzebowego wybitego w Legnicy w 1675 roku.
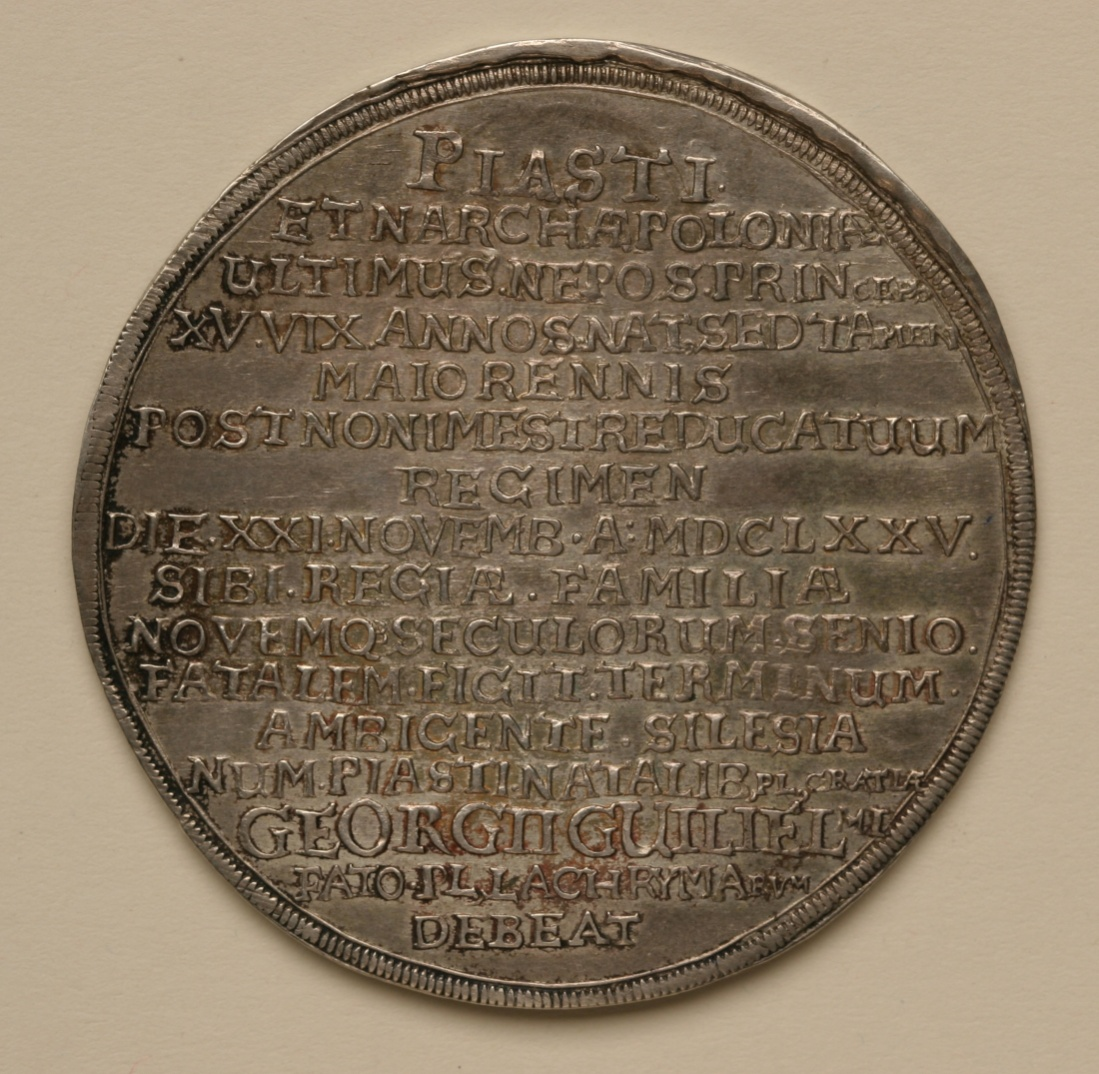
Rewers z napisem PIASTI ET NARCHÆ POLONIÆ ULTIMUS NEPOS PRINceps („Ostatni potomek Piastów władców Polski”).